# Pullman Motor Vehicle Company
Pullman Motor Vehicle Company war ein US-amerikanischer Hersteller von Automobilen.

## Unternehmensgeschichte
Die Pullman Motor Car Company war seit 1904 ein Autohaus in Chicago in Illinois. 1907 wurde in der gleichen Stadt das neue Unternehmen zur Fahrzeugproduktion gegründet. Die Model Gas Engine Works war an der Produktion beteiligt. Der Markenname lautete Pullman Flyer. 1908 endete die Produktion.
Das Unternehmen ist nicht mit der Pullman Motor Car Company aus York in Pennsylvania zu verwechseln, die zwischen 1903 und 1917 Fahrzeuge als Pullman vermarktete.

## Fahrzeuge
Ein Modell hatte einen Vierzylindermotor, der mit 45/50 PS angegeben war. 127 mm Bohrung und 139,7 mm Hub ergaben 7078 cm³ Hubraum. Das Getriebe hatte vier Gänge. Das Fahrgestell hatte je nach Quelle 300 cm oder 305 cm Radstand. Zur Wahl standen Tourenwagen, Limousine und ein Speed Car. Die Neupreise lagen zwischen 3800 und 5000 US-Dollar.
Daneben gab es ein Modell mit einem Sechszylindermotor, der mit 36 PS angegeben war. Der Radstand betrug 305 cm. Überliefert sind Tourenwagen und Speed Car.
Außerdem nennt einen Quelle einen 24 HP. Der Zweizylindermotor mit 127 mm Bohrung, 177,8 mm Hub und 4504 cm³ Hubraum leistete 24 PS. Der Radstand maß 254 cm. Der offene Tourenwagen bot Platz für fünf Personen.